# Caproni-Vizzola F.4
Das Entwicklungsteam der Caproni Vizzola SA in Vizzola Ticino (Varese) in Italien entwickelte eine Reihe von Jagdflugzeugen.

## Caproni-Vizzola F.4
Das Team um F. Fabrizi begann 1937 mit den Arbeiten zu einem Jagdeinsitzer in Gemischtbauweise, der F.4. Das F stand hierbei für Fabrizi.
Die hölzernen, zweiholmigen Tragflächen waren mit Sperrholz, das auch Kräfte aus der Tragflächenbelastung aufnehmen konnte, beplankt. Der Rumpf bestand aus einem Stahlrohrgerüst mit aufgenieteten Duralblechen. Es wurden zwei Versionen vorgeschlagen: die F.4 mit einem flüssigkeitsgekühlten 12-Zylinder-Motor Isotta Fraschini Asso 121 RC40 mit 960 PS in 4000 m, sowie die F.5 mit einem 14-Zylinder-Motor Fiat A.74 RC38. Nach Ansicht des Luftfahrtministeriums war der Asso-Motor nicht für Jagdflugzeuge geeignet, somit wurde der F.5 der Vorzug gegeben.
Im Sommer 1939 stand der Daimler-Benz DB 601A in Italien zur Verfügung. Eine Zelle der F.5-Vorserie wurde für den DB 601 zum Prototyp der F.4 umgebaut. Im Juli 1940 fand der Erstflug statt. Die Bewaffnung bestand aus zwei 12,7-mm-SAFAT-MG. Der Prototyp wurde 1942 bei der 303. Squadriglia im Einsatz erprobt.

## Caproni-Vizzola F.5
Die parallel zur F.4 mit dem 870 PS starken 14-Zylinder-Motor Fiat A.74 RC38 entwickelte F.5 flog erstmals am 19. Februar 1939. Die hohe Wendigkeit überzeugte, und es wurden ein weiterer Prototyp und eine Vorserie von zwölf Maschinen bestellt. Die letzte dieser Maschinen wurde zum Prototyp der F.4 umgebaut.
Die Maschinen waren mit zwei 12,7-mm-SAFAT-MG bewaffnet und bei der 300. Squadriglia eingesetzt. 1942 dienten sie bei der 167. Gruppo als Nachtjäger.

## Caproni-Vizzola F.5 bis
Dieser Prototyp (MM 5932) sollte den bei Alfa-Romeo in Lizenz gebauten DB 601 erhalten. Da mittlerweile der leistungsfähigere Daimler-Benz DB 605 für die F.6M vorgesehen war, war dieser Vorschlag hinfällig.

## Caproni-Vizzola F.6M
Die F.6M (M = Metallico) bestand aus einer umgebauten F.5-Zelle mit einem DB 605A und komplett neu in Metallbauweise konstruierten Tragflächen. Der Prototyp flog im September 1941. Die Bewaffnung bestand wieder aus zwei 12,7-mm-SAFAT-MG; zusätzlich war der Einbau von zwei weiteren dieser MG in den Tragflächen vorbereitet. Anfänglich besaß die Maschine einen großen Kühler unter dem Motor. Zur Reduzierung des Luftwiderstands wurde dieser dann nach hinten unter die Rumpfmitte verlegt.
Der Prototyp wurde bei einem Zusammenstoß auf dem Flugplatz Bresso beschädigt und die Entwicklung eingestellt.

## Caproni-Vizzola F.6Z

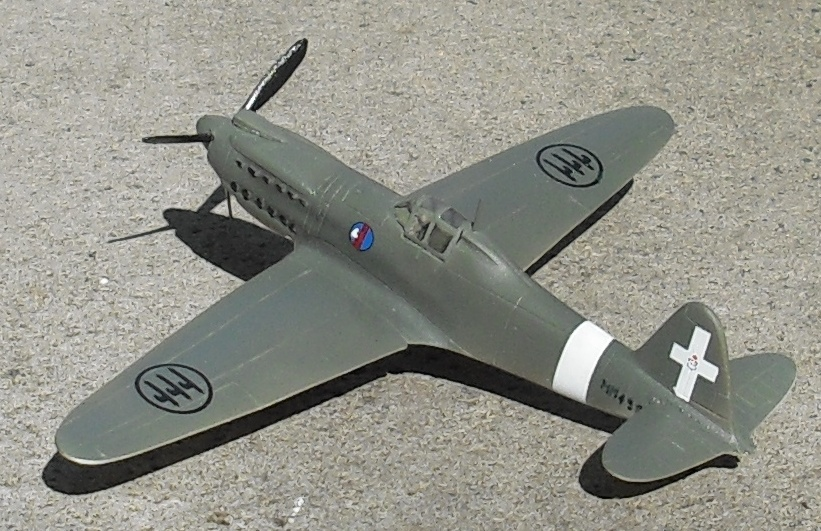
Modell der Caproni-Vizzola F.6Z

Für den geplanten 24-Zylinder-Motor Isotta Fraschini RC25/60 Zeta wurde eine weitere Variante der F.6 vorgesehen, die F.6Z (Z=Zeta). Der Motor, der erst im August 1943 zur Verfügung stand, leistete statt der errechneten 1500 PS aber nur 1200 PS. Aus diesem Grund und wegen des Waffenstillstands wurde die Entwicklung nicht fortgesetzt.
Als Bewaffnung waren drei 12,7-mm-SAFAT-MG in Rumpf und Tragflächen vorgesehen, die Geschwindigkeit sollte 630 km/h betragen.

## Technische Daten (Vergleich F.4, F.5, F.6M, F.6Z)
| Kenngröße             | F.4                     | F.5                                                 | F.6M                    | F.6Z (projektiert)                            |
| --------------------- | ----------------------- | --------------------------------------------------- | ----------------------- | --------------------------------------------- |
| Besatzung             |                         |                                                     |                         |                                               |
| Länge                 | 8,9 m                   | 7,9 m                                               | 9,15 m                  | 9,01 m                                        |
| Spannweite            | 11,29 m                 | 11,29 m                                             | 11,35 m                 | 11,82 m                                       |
| Höhe                  | 2,9 m                   | 3 m                                                 | 3,02 m                  | 3,02 m                                        |
| Flügelfläche          |                         |                                                     |                         |                                               |
| Leermasse             | 2462 kg                 | 1818 kg                                             | 2265 kg                 | 3348 kg                                       |
| max. Startmasse       | 3000 kg                 | 2238 kg                                             | 2885 kg                 | 4092 kg                                       |
| Höchstgeschwindigkeit | 550 km/h in 3750 m Höhe | 496 km/h in 4750 m Höhe                             | 569 km/h in 5000 m Höhe | 630 km/h in 5000 m Höhe                       |
| Dienstgipfelhöhe      |                         |                                                     |                         |                                               |
| Steigleistung         |                         |                                                     |                         |                                               |
| Reichweite            | 700 km                  | 770 km                                              | 955 km                  | 1370 km                                       |
| Triebwerke            | 1×DB 601A               | 1×14-Zyl.-Motor Fiat A.74 RC38, 870 PS (ca. 600 kW) | 1×DB 605 A              | 1×24-Zyl.-Motor Isotta Fraschini RC25/60 Zeta |
| Bewaffnung            | 2×12,7-mm-MG SAFAT      | 2×12,7-mm-MG SAFAT                                  | 2–4×12,7-mm-MG SAFAT    | 3×12,7-mm-MG SAFAT                            |

## Caproni-Vizzola F.7
Die F.7 war eine aerodynamisch verbesserte F.6M und sollte an deren Stelle weiterentwickelt werden. Sie wurde aber nicht fertiggestellt.